# Krasni Most
Krasni Most - Красный Мост (rus) -, que literalment significa Pont Vermell, és un khútor de la República d'Adiguèsia, a Rússia. Es troba a la vora del riu Kurdjips, a 6,5 km al nord-oest de Tulski i a 7,5 km al sud de Maikop.
Pertany al municipi de Krasnooktiabrski.